# Dan (Sprache)
Dan (Yakuba) gehört zu den Mande-Sprachen. Alternative Bezeichnungen für die Sprache stellen Yacouba/Yakuba, Gio, Gyo, Gio-Dan und Da dar.
Dan wird vorwiegend in der Elfenbeinküste (mit 800.000 Sprechern) verwendet sowie in Liberia (ca. 150.000–200.000 Sprecher). Es gibt nur etwa 800 Sprecher in Guinea.
Dan gehört zu den Tonsprachen.